# Марково (Кимрский район)
Марково — деревня в Кимрском районе Тверской области. Входит в состав Ильинского сельского поселения.

## География
Находится в юго-восточной части Тверской области на расстоянии приблизительно 12 км на север-северо-запад по прямой от районного центра города Кимры в левобережной части района.

## История
Известна была с 1628 года как владение Ондрея Перхурова с 2 дворами. В 1780-х годах отмечалась как сельцо с 6 крестьянскими дворами и господским домом. В 1851 году учитывалась как деревня. В 1859 году здесь (деревня Корчевского уезда Тверской губернии) было учтено 14 дворов, в 1887 — 20. Ныне имеет дачный характер.

## Население
Численность населения: 84 человека (1859 год), 125 (1887), 0 как в 2002 году, так и в 2010.